# بيلي سيوارد
بيلي سيوارد (بالإنجليزية: Billie Seward)‏ هي ممثلة أمريكية، ولدت في 23 أكتوبر 1912 في فيلادلفيا في الولايات المتحدة، وتوفيت في 20 مارس 1982 في لوس أنجلوس في الولايات المتحدة.

## وصلات خارجية
- بيلي سيوارد على موقع IMDb (الإنجليزية)
- بيلي سيوارد على موقع قاعدة بيانات برودواي على الإنترنت (الإنجليزية)
- بيلي سيوارد على موقع قاعدة بيانات الفيلم (الإنجليزية)